# West Derby
Ne doit pas être confondu avec West Derby (Hundred).
West Derby est une localité située dans la banlieue nord de Liverpool, dans le comté métropolitain de Merseyside, en Angleterre. 
Historiquement, dans le Lancashire, West Derby fait également partie de ward du Liverpool City Council. Au recensement de 2001, sa population était de 14 801 habitants.

## Personnalités liés à la commune
Colin Vearncombe, chanteur connu sous le pseudonyme de Black, né le 26 mai 1962.